# Viktor Saneev
Viktor Danilovič Saneev (in russo Виктор Данилович Санеев?; in georgiano ვიქტორ სანეევი?, Vikt'or Saneevi; Sukhumi, 3 ottobre 1945 – Sydney, 2 gennaio 2022) è stato un triplista sovietico partecipante a quattro edizioni consecutive delle Olimpiadi, in tre delle quali olimpionico (Città del Messico 1968, Monaco di Baviera 1972 e Montréal 1976) e in una medaglia d'argento (Mosca 1980).
Vanta inoltre due titoli europei assoluti e cinque indoor, sempre nel salto triplo, disciplina della quale nel 1972 conseguì il primato mondiale con la misura di 17,44 m.

## Biografia
Nato in una piccola stazione balneare sul mar Nero, fu notato all'età di circa 11 anni dalla direttrice della sua scuola che pregò l'allenatore Akop Kerselian di volerlo esaminare. Pur se dotato e volenteroso, per seguire gli studi rientrò nell'ombra. Riapparve verso i 17 anni come giocatore di basket. Ma Kerselian, che vedeva in lui un futuro diverso, lo convinse a praticare l'atletica. All'età di 18 anni saltava 1,90 nell'alto, oltre 7 metri nel salto in lungo, 15 metri nel salto triplo e correva i 100 metri in 10"9. Nei primi anni della sua carriera, esattamente nel 1965 e 1966, fu costretto a interrompere i suoi intensi allenamenti per un'artrosi a un piede. Il tempo perduto, però, fu presto recuperato.
Nel 1967 alle Spartachiadi dell'URSS con un salto di 7,90 si classificò al secondo posto nel salto in lungo e fu quarto nel triplo con 16,43. Nel 1968 fu selezionato per le Olimpiadi di Città del Messico per la specialità del salto triplo, dove, al termine di una sfida altamente spettacolare con l'italiano Giuseppe Gentile e il brasiliano Nélson Prudêncio, durante la quale il record del mondo venne superato per ben cinque volte, riuscì infine a vincere la medaglia d'oro con un salto di 17,39 m.
Prima delle olimpiadi di Monaco del 1972 fu battuto ai Campionati Europei dal tedesco della RDT Jörg Drehmel, mentre il cubano Pedro Pérez Dueñas gli strappava il record del mondo. Un mese prima delle Olimpiadi fu ancora battuto ai campionati sovietici, anche perché sofferente all'articolazione di un piede. Ma nella finale olimpica, con la sua grande vitalità, il suo grande carattere e la sua saldezza di nervi, riuscì con un salto di 17,35 a rivincere la medaglia d'oro. Nello stesso anno a Sukhumi stabilì il nuovo record mondiale della specialità con la misura di 17,44 m.
Conquistò il suo terzo titolo di campione olimpico ai Giochi di Montréal del 1976, battendo il favorito brasiliano João Carlos de Oliveira che l'anno prima aveva stabilito il nuovo record mondiale di triplo con 17,89. A dimostrazione delle sue eccezionali dote psicofisiche salì ancora alla ribalta ai Campionati Europei di Praga nel 1978, dove vinse la medaglia di argento, pur essendo reduce da un lungo periodo di inattività dovuto ad un intervento chirurgico al tendine di Achille. Concluse la sua carriera ad alto livello all'età di 35 anni ai Giochi di Mosca del 1980, dove fu battuto dall'astro nascente della specialità, il connazionale Jaak Uudmäe.
Morì a Sydney nel 2022 all'età di 76 anni, a causa di un infarto del miocardio.

## Palmarès

### Giochi olimpici
- Città del Messico 1968 - Oro nel salto triplo
- Monaco di Baviera 1972 - Oro nel salto triplo
- Montréal 1976 - Oro nel salto triplo
- Mosca 1980 - Argento nel salto triplo

### Campionati europei di atletica leggera
- Atene 1969 - Oro nel salto triplo
- Helsinki 1971 - Argento nel salto triplo
- Roma 1974 - Oro nel salto triplo
- Praga 1978 - Argento nel salto triplo

### Campionati europei di atletica leggera indoor
- Madrid 1968 - Argento nel salto triplo
- Vienna 1970 - Oro nel salto triplo
- Sofia 1971 - Oro nel salto triplo
- Grenoble 1972 - Oro nel salto triplo
- Katowice 1975 - Oro nel salto triplo
- Monaco 1976 - Oro nel salto triplo
- San Sebastian 1977 - Oro nel salto triplo

## Altre competizioni internazionali
1967
- Coppa Europa di atletica leggera ( Kiev)

1973
- Coppa Europa di atletica leggera ( Edimburgo)